# جی‌دبلیو ۱۷۰۸۱۷

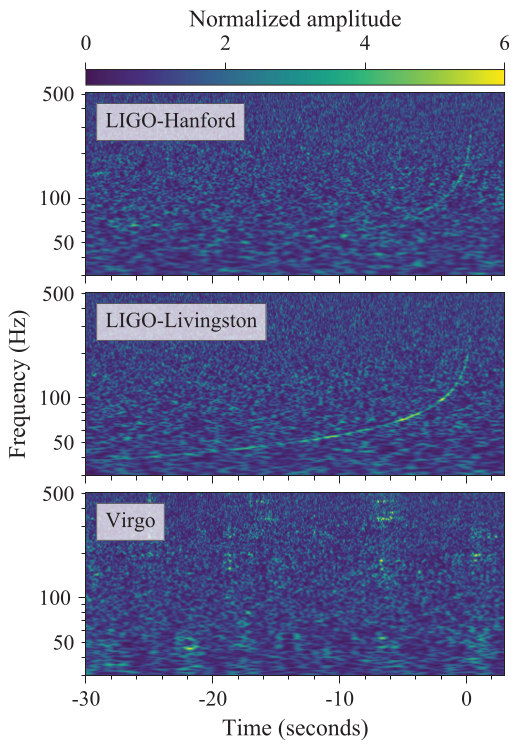
سیگنال جی‌دبلیو ۱۷۰۸۱۷ آن‌گونه که توسط حسگرهای موج گرانشی لایگو و ویرگو اندازه‌گیری شده است.

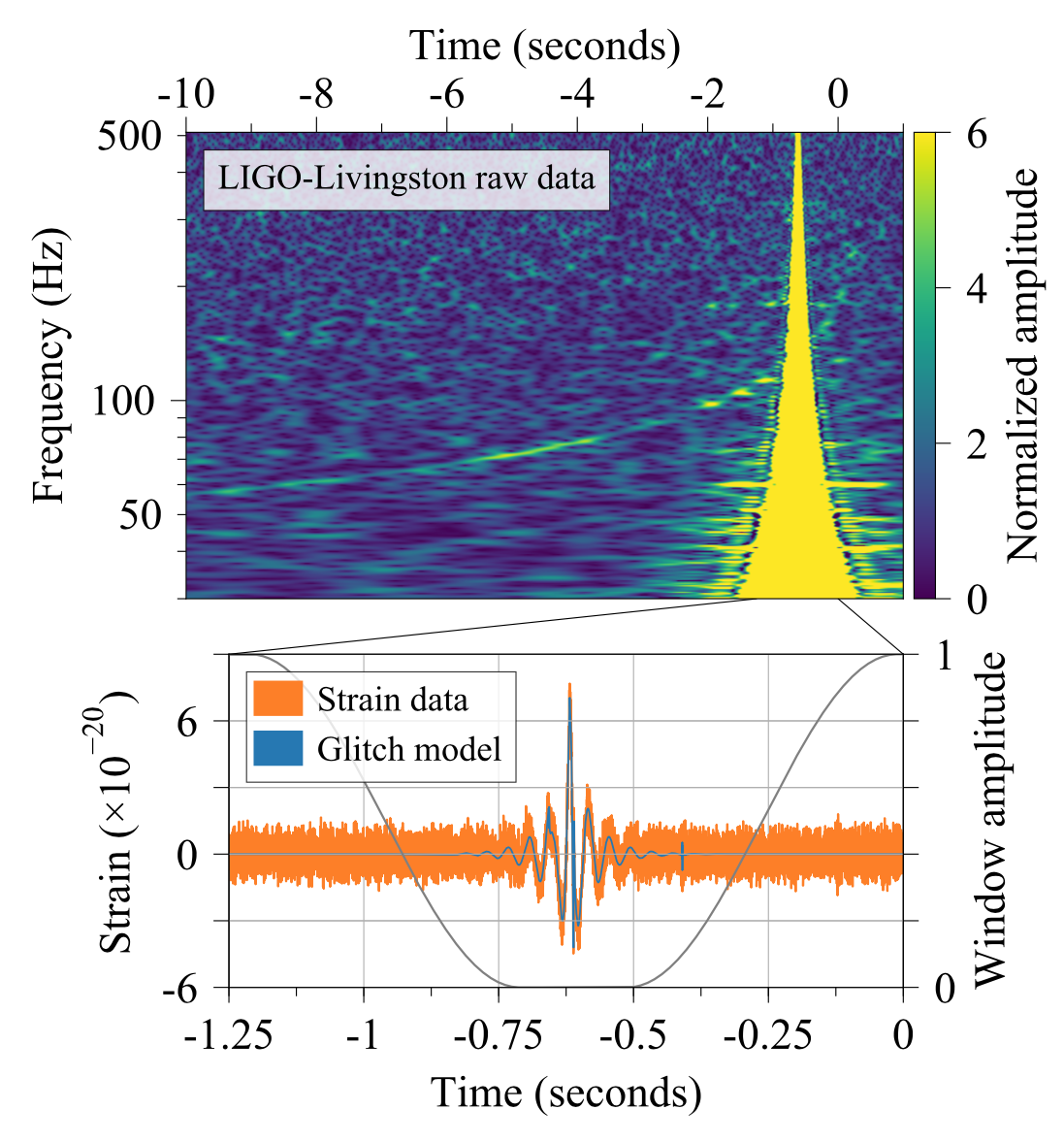
سیگنال جی‌دبلیو ۱۷۰۸۱۷

جی‌دبلیو ۱۷۰۸۱۷ (به انگلیسی: GW170817)، یک سیگنال موج گرانشی بود که با همکاری لایگو؛ (رصدخانه موج گرانشی تداخل لیزری)، و تداخل سنج ویرگو با استفاده از آشکارساز موج گرانشی در ۱۷ اوت ۲۰۱۷ مشاهده شد و نخستین رویداد موج گرانشی بود که به‌طور هم‌زمان با همتای الکترومغناطیسی خود دیده شد و در نتیجه دستیابی به یک پیشرفت قابل توجه در اخترشناسی چند رسانه‌ای را رقم زد. این سیگنال، که مدت زمان آن نزدیک به ۱۰۰ ثانیه بود، نخستین بازیابی موج گرانشی از ادغام دو ستاره نوترونی بود که با یک خط کوتاه انفجار پرتوی گاما (جی‌آربی ۱۷۰۸۱۷آ GRB 170817A) همراه بود و در کهکشان بیضوی (ان‌جی‌سی ۴۹۹۳ NGC 4993) کشف شد. هیچ نامزد یا اثری از ذره بنیادی نوترینو در رابطه با منبع سیگنال در جستجوهای پیگیرانه بعدی یافت نشد.

## اعلام رویداد
این رویداد به‌طور رسمی در ۱۶ اکتبر ۲۰۱۷در کنفرانس‌های مطبوعاتی در باشگاه مطبوعات ملی در واشینگتن دی سی و مقر (ای‌اس‌اُ ESO) رصدخانه جنوبی اروپا در گارشینگ آلمان اعلام شد.
نخستین اطلاع‌رسانی عمومی در مورد این رویداد توسط اخترشناس جی کریگ ویلر از دانشگاه تگزاس در آستین در ۱۸ اوت ۲۰۱۷ به چاپ رسید. او سپس آن تویت را حذف کرد و به خاطر منتظر نماندن برای اعلام رسمی رویداد عذرخواهی کرد. افراد دیگری از این شایعه را دنبال کردند و گزارش دادند که چندین تلسکوپ عمده به منظور مشاهده NGC 4993؛ یک کهکشان (130 Mly) ۴۰ مگاپارسک (۱۳۰ مگا سال نوری) دور از صورت فلکی مار باریک، برنامه‌های ازپیش تعیین شدهٔ خود را بازنگری کرده‌اند. گروه همکاری لایگو/ویرگو پیش از این در مورد شایعات اظهار نظر نکرد، و این نکته را به اعلام قبلی اضافه نکرد که چندین عامل هشداردهنده مورد تجزیه و تحلیل قرار دارد.

## تشخیص و آشکارسازی موج گرانشی
سیگنال موج گرانشی در ساعت ۱۲:۴۱: ۰۴ UTC اتفاق افتاد و حدود ۱۰۰ ثانیه با فرکانس ۲۴ هرتز ادامه یافت. در طول این مدت در حدود ۳۰۰۰ چرخه (سیکل) پوشش داده‌شده است، با فرکانس موج گرانش در حال افزایش به چند صد هرتز (چرخه در ثانیه) رسید. ابتدا در آشکارساز ویرگو در ایتالیا، و سپس ۲۲ میلی ثانیه بعد در آشکارساز لایگو-لیوینگستون در لوئیزیانا، ایالات متحده، و پس از ۳ میلی ثانیه در آشکارساز لایگوـ هانفورد در واشینگتن، ایالات متحده وارد و ثبت شد. هر سه آشکارساز، منبع سیگنال را در یک مساحت ۲۸ درجه مربع در آسمان جنوب با احتمال ۹۰ درصد (تقریب) محاسبه کردند.

## اهمیت علمی
علاقه علمی به این رویداد گسترده بود، با ده‌ها مقاله مقدماتی (و تقریباً ۱۰۰ نسخه از پیش آماده‌شده)) که در روز انتشار خبر منتشر شد، از جمله هشت مقاله در علوم، ۲۱ مقاله، در نیچر، و ۲۳ در یک شماره ویژه از نامه‌های ژورنال اخترفیزیکی به این موضوع اختصاص یافته است.